# Can Fontdevila (Argentona)
Can Fontdevila és una obra d'Argentona (Maresme) protegida com a Bé Cultural d'Interès Local.

## Descripció
Xalet de grans dimensions de planta baixa i pis amb una torreta mirador de dos pisos.
Destaca la utilització del maó vist en l'obra de façana emmarcant les obertures. També els elements ceràmics de la façana. Les baranes del balcó i de la reixa exterior són de ferro forjat, amb un treball molt delicat a la porta d'entrada.
De l'interior destaca el terra de la planta baixa i la volta catalana de l'entrada, així com la fusteria de les portes de les estances de la planta baixa. La cuina i els banys han estat completament modificats.